# Joseph-Adéodat Blanchette
Pour l’article homonyme, voir Blanchette.
Joseph-Adéodat Blanchette (7 août 1893-14 novembre 1968) est un marchand et homme politique fédéral et municipal du Québec.

## Biographie
Né à Acton Vale dans la région de la Montérégie, M. Blanchette servit dans l'Armée américaine de 1917 à 1919, soit quelque temps pendant la Première Guerre mondiale. De retour au Canada, il entame une carrière publique en devenant maire de la municipalité estrienne de Chartierville de 1939 à 1952.
Élu député du Parti libéral du Canada dans la circonscription fédérale de Compton en 1935, il fut réélu en 1940, 1945 et dans Compton—Frontenac en 1949, 1953 et en 1957. Il est défait en 1958 par le progressiste-conservateur George McClellan Stearns.
Durant sa carrière parlementaire, il fut whip adjoint du Parti libéral et assistant whip du gouvernement de 1944 à 1950 ainsi que secrétaire parlementaire du ministre de la Défense nationale de 1949 à 1956 et adjoint parlementaire du ministre du Travail de 1956 à 1957.